# Hà Đăng Ấn
Hà Đăng Ấn (1914 - 1982) là nguyên Tổng cục trưởng Tổng cục Đường sắt Việt Nam, Chủ tịch Hội Bóng đá Việt Nam Dân chủ Cộng hòa.

## Tiểu sử
Ông sinh năm 1914; nguyên Tổng cục trưởng Tổng cục Đường sắt; Chủ tịch Hội Bóng đá Việt Nam (tiền thân của Liên đoàn bóng đá Việt Nam).
- Năm 1936, tham gia phong trào dân chủ làm Hội trưởng Hội Ái hữu Trường Kỹ nghệ Bắc Kỳ.
- Từ năm 1941 đến năm 1945 hoạt động trong phong trào công nhân phản đế.
- Năm 1945, được kết nạp vào Đảng Cộng sản Đông Dương.
- Năm 1946, Ông cùng với nhạc sĩ Văn Cao được trên giao nhiệm vụ chuyên chở tiền bạc và vũ khí vào mặt trận Nam Bộ.
- Từ 1946, ông được giao các trọng trách Phó Chủ tịch Ủy ban Hỏa xa Hà Nội; Phó Quận trưởng Quận Hỏa xa I; Chủ tịch Ủy ban Bảo vệ ga Hà Nội; Chủ tịch Ủy ban Kháng chiến Hành chính Quận V kiêm Bí thư Quận ủy.
- Từ năm 1947, Phụ trách ngành Quân giới Liên Khu III và IV.
- Năm 1960, được bổ nhiệm làm Tổng cục trưởng Tổng cục Đường sắt.
- Từ tháng 9 năm 1962 đến năm 1982, Ông còn là vị Chủ tịch một tổ chức xã hội nghề nghiệp lâu nhất Việt Nam - Đó là Hội Bóng đá Việt Nam tiền thân của Liên đoàn Bóng đá Việt Nam.
- Năm 1969 ông tự nguyện xin từ chức Tổng cục trưởng, giáng  chức là Tổng cục phó Tổng cục Đường sắt do vụ tai nạn đường sắt chết người tại Cầu Đuống. Năm 1973 được phục hồi chức vụ Tổng cục trưởng Tổng cục Đường săt. Ông là Quan chức cấp cao trong chính quyền tự nguyên từ chức vì trách nhiệm Người đứng đầu ngành.
- Ngày 20 tháng 12 năm 1976, Thủ tướng Phạm Văn Đồng đã ký quyết định số 500 TTg cho phép thành lập Ủy ban Olympic Quốc gia Việt Nam, Ông là Phó Chủ tịch.
- Năm 1978 ông nhận quyết định nghỉ hưu do thủ tướng Phạm Văn Đồng ký.[1]
- Ông mất năm 1982 tại Hà Nội, Hưởng thọ 68 tuổi.